# 박소현 (가수)
박소현 (2002년 10월 13일 ~ )은 대한민국의 가수로 걸그룹 tripleS의 멤버이다.